# TuS Königsdorf
Die TuS Königsdorf (offiziell: Turn- und Sportclub Blau-Weiß Königsdorf 1900 e. V.) ist ein Sportverein aus dem Frechener Stadtteil Königsdorf im Rhein-Erft-Kreis. Die Handballerinnen spielten von 2000 bis 2002 in der 2. Bundesliga.

## Geschichte
Der Verein wurde im Jahre 1900 als Turnverein Großkönigsdorf gegründet. Parallel dazu gründete sich im Jahre 1920 der Club für Rasenspiele Großkönigsdorf, der sich sechs Jahre später in Sportclub Blau-Weiß Königsdorf umbenannte. Im Jahre 1946 fusionierten beide Vereine zum heutigen TuS Königsdorf, der neben Handball noch Badminton, Basketball, Fußball, Turnen und Volleyball anbietet.

## Handball

### Geschichte
Die Handballabteilung wurde im Jahre 1930 gegründet. Die Handballerinnen stiegen im Jahre 1990 erstmals in die Regionalliga West auf. 1998 wurden die Königsdorferinnen Meister der Staffel 2, scheiterten aber bereits in der ersten Play-off-Runde am TuS Lintfort. Zwei Jahre später setzte sich die Mannschaft im Play-off-Finale gegen den SC Greven 09 durch und stieg in die 2. Bundesliga auf. Dort bildete der Verein eine Spielgemeinschaft mit dem HVV Köln. Nachdem es in der Aufstiegssaison 2000/01 knapp zum Klassenerhalt reichte, stieg die Mannschaft ein Jahr später wieder in die Regionalliga ab. Der direkte Wiederaufstieg wurde verpasst und die Königsdorferinnen kämpften fortan gegen den Abstieg, der dann im Jahre 2006 folgte. Die Mannschaft kehrte im Jahre 2014 in die Oberliga Mittelrhein zurück und qualifizierte sich drei Jahre später für die neu geschaffene Regionalliga Nordrhein. Im Jahre 2021 gelang der Aufstieg in die 3. Liga. Aufgrund einer Ligareform reichte der neunte Platz nicht zum Klassenerhalt. 2025 wurden die Königsdorferinnen Meister der Regionalliga Nordrhein.

### Erfolge
- Aufstieg in die 2. Bundesliga: 2000
- Meister der Regionalliga West: 2000
- Meister Regionalliga Nordrhein: 2025

## Fußball

### Geschichte
Die Fußballer spielten jahrzehntelang lediglich auf Kreisebene, ehe in den 2010er Jahren der sportliche Aufschwung einsetzte. Dem Aufstieg in die Kreisliga A im Jahre 2014 folgte der Aufstieg in die Bezirksliga im Jahre 2019. Dort gelang den Königsdorfern auf Anhieb der Durchmarsch in die Landesliga Mittelrhein. In der Saison 2021/22 erfolgte der Aufstieg in die fünftklassige Mittelrheinliga. Im Mittelrheinpokal 2023/24 erreichte die Mannschaft das Halbfinale, unterlagen dort aber dem Bonner SC mit 0:4. Am 23. März 2025 gewannen die Königsdorfer ihr Spiel gegen den FC Teutonia Weiden mit 0:21, was gleichzeitig die höchste Sieg in der Geschichte der Mittelrheinliga war.

### Stadion
Die Heimspiele werden auf der Sportanlage Pfeilstraße ausgetragen. Diese bietet Platz für 1500 Zuschauer. Es wird auf Kunstrasen gespielt.

### Erfolge
- Halbfinalist im Mittelrheinpokal: 2023/24
- Aufstieg in die Mittelrheinliga: 2022

## Persönlichkeiten
- Michael Biegler
- Michael Davis
- Sybille Gruner
- Wiebke Junger
- Khalid Khan
- Rainer Kloss
- Birgit Michels
- Kim Ott
- Christian Ramota
- Maximilian Ramota
- Marcus Steegmann
- André Voigt